# Christina Onassis
Christina Onassis (tiếng Hy Lạp: Χριστίνα Ωνάση; sinh ngày 11 tháng 12 năm 1950, mất ngày 19 tháng 11 năm 1988) là một nữ doanh nhân người Hy Lạp sinh ra ở Mỹ, là người có vị thế xã hội và là người thừa kế tài sản của nhà Onassis. Bà là con gái duy nhất của  Aristotle Onassis và Athina Onassis.

## Tiểu sử và gia đình
Christina Onassis là con gái duy nhất của ông trùm vận chuyển người Hy Lạp-Argentina Aristotle Onassis với người vợ đầu tiên của ông là  Athina Onassis. sinh tại Thành phố New York tại LeRoy Sanitarium. Ông ngoại của bà là Stavros G. Livanos, người sáng lập của đế chế vận tải Livanos. Onassis có một anh trai tên là Alexander. Bà và Alexander được nuôi dưỡng và giáo dục tại Pháp, Hy Lạp và Anh. Bà theo học trường Headington ở Oxford và trường Queen's College tại Luân Đôn từ năm 1968 đến năm 1969.
Cha mẹ của Christina ly dị vào năm 1960, chấm dứt bởi mối quan hệ của cha bà với ca sĩ opera Maria Callas. Sau đó, ông kết hôn với cựu đệ nhất phu nhân Jacqueline Kennedy, góa phụ của Tổng thống John F. Kennedy, vào năm 1968. Christina và Alexander nói rằng không tin tưởng Kennedy và không bao giờ chấp nhận bà. Mẹ của Christina là Athina đã cưới Stavros Niarchos vào năm 1971.
Trong vòng 29 tháng, Christina đã mất toàn bộ gia đình gần gũi của bà. Anh trai của bà là Alexander đã chết trong một vụ tai nạn máy bay ở Athens vào năm 1973 ở tuổi 24, và điều này đã tàn phá gia đình bà. Mẹ bà qua đời vì nghi dùng ma túy quá liều vào năm 1974, để lại cho Christina tài sản 77 triệu đô.